# Эйфари, Абдель Захра Кадем
Абдель Захра Кадем Эйфари (род. 1 июля 1933) ― иракский и российский экономист, педагог, общественный деятель. Доктор экономических наук, профессор. 

## Биография
Родился 1 июля 1933 года в Ираке. В 1965 году окончил факультет экономики и права Университета дружбы народов имени Патриса Лумумбы. В 1968 году там же успешно защитил кандидатскую диссертацию. C 1965 по 1967 гг. учился и окончил с отличием Университет марксизма-ленинизма в Москве. Затем продолжил заниматься научной деятельностью, работал на административных должностях в Ираке в Министерстве сельского хозяйства и аграрной реформы и в Министерстве планирования. Одновременно преподавал в Институте кооперации в Багдаде. В 1979―1987 гг. проходил подготовку в докторантуре УДН им. П. Лумумбы. Докторскую диссертацию защитил в 1987 году на тему «Аграрно-крестьянский вопрос и пути его решения в Ираке». Занимался научно-педагогической деятельностью на кафедрах политэкономии и экономики, организации и управления сельским хозяйством, был старшим научным сотрудником института ВНИЭСХ при ВАСХНИЛ им. В. И. Ленина. В 1987 г. защитил докторскую диссертацию. С 1988 по 1991 гг. преподавал экономическую теорию в Университете Гар-Юнис в Ливии.
С 1991 г. и по настоящее время работает в РУДН. С 1995 г. работает в должности профессора кафедры экономики, организации и управления сельским хозяйством, затем кафедры отраслевых экономик, переименованной в 1998 г. в кафедру экономики предприятия и предпринимательства.
Является автором более 130 научных работ на русском и арабском языках: из них 23 книги, 3 курсов лекций, 8 учебных пособий. Более 100 его научных статей были опубликованы в Ираке, Ливии и России.
Под его руководством были выполнены и защищены 2 кандидатские диссертации.
Является членом Ассоциации экономистов и союза журналистов Ирака, членом Нью-Йоркской академии наук, академиком Российской академии диалектико-системных исследований, членом Академии проблем безопасности, обороны и правопорядка.
В 2003 году вместе с группой российских иракцев подписал обращение к Генеральному секретарю ООН, в котором осуждался режим Саддама Хусейна и предлагались пути решения создавшегося кризиса.